# 八片魔板

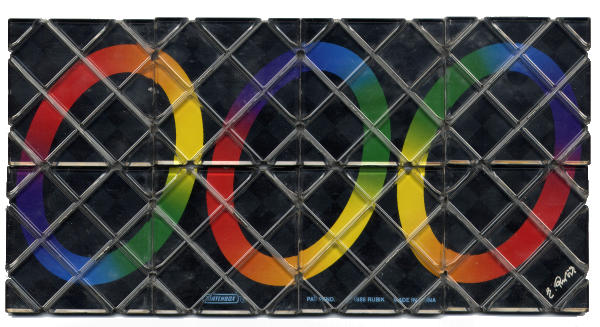
魔板

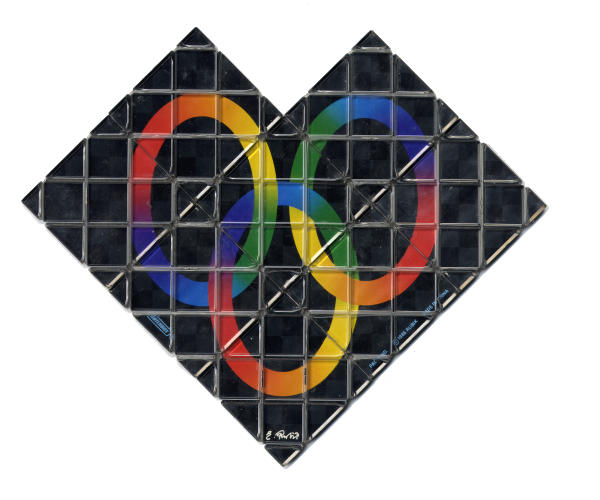
復原后的魔板

八片魔板（Rubik's Magic），是由扭計骰的发明人、匈牙利雕刻家、建筑学教授厄尔诺·鲁比克教授发明的一种智力玩具，最早在1980年代由Matchbox公司制作。
八片魔板由8个呈2×4排列的正方形组成，在其对角线的槽中有细线将每个正方形连起来。所有的正方形都能层叠摆放，并且从两个方向展开。魔板的正面图案是三个无联系的圆环，背面则是打乱、连接在一起的三个圆环。游戏的目的就是将原来长方形的魔板经过层叠和展开变成一个心形，并且将背面的3个圆环图案复原。

解决这个谜题的方法有很多，熟练的玩家能在5秒内完成问题的解决，事实上，八片魔板的世界纪录为0.69秒。其他的关于魔板的玩法有将魔板折叠成给出的形状等。
1987年，一款名叫“大师魔板”的魔板发布，它包含的呈2×6排列的12个正方形都为银色，上面会有5个相互联系的圆环，游戏的目的则是通过变换将图案变成一个“W”形。1990年代后期，最初版本的魔板经过Oddzon改造后重新发布，这次的魔板的图案颜色发生了变化。也有未经过授权的2×8版本的魔板投入了生产。还有魔板迷自己制作了2×12版本的魔板。目前也已經出現2×20版本的魔板。
鲁比克教授拥有魔板在匈牙利的专利权（HU 1211/85，1985年3月19日授权），和美国的专利权（US 4,685,680，1987年8月11日授权）。
2013年，WCA取消了魔板比赛项目。

## 注解
1. ↑  WCA在2013年取消魔板项目[永久]